# Modelarstwo figurkowe

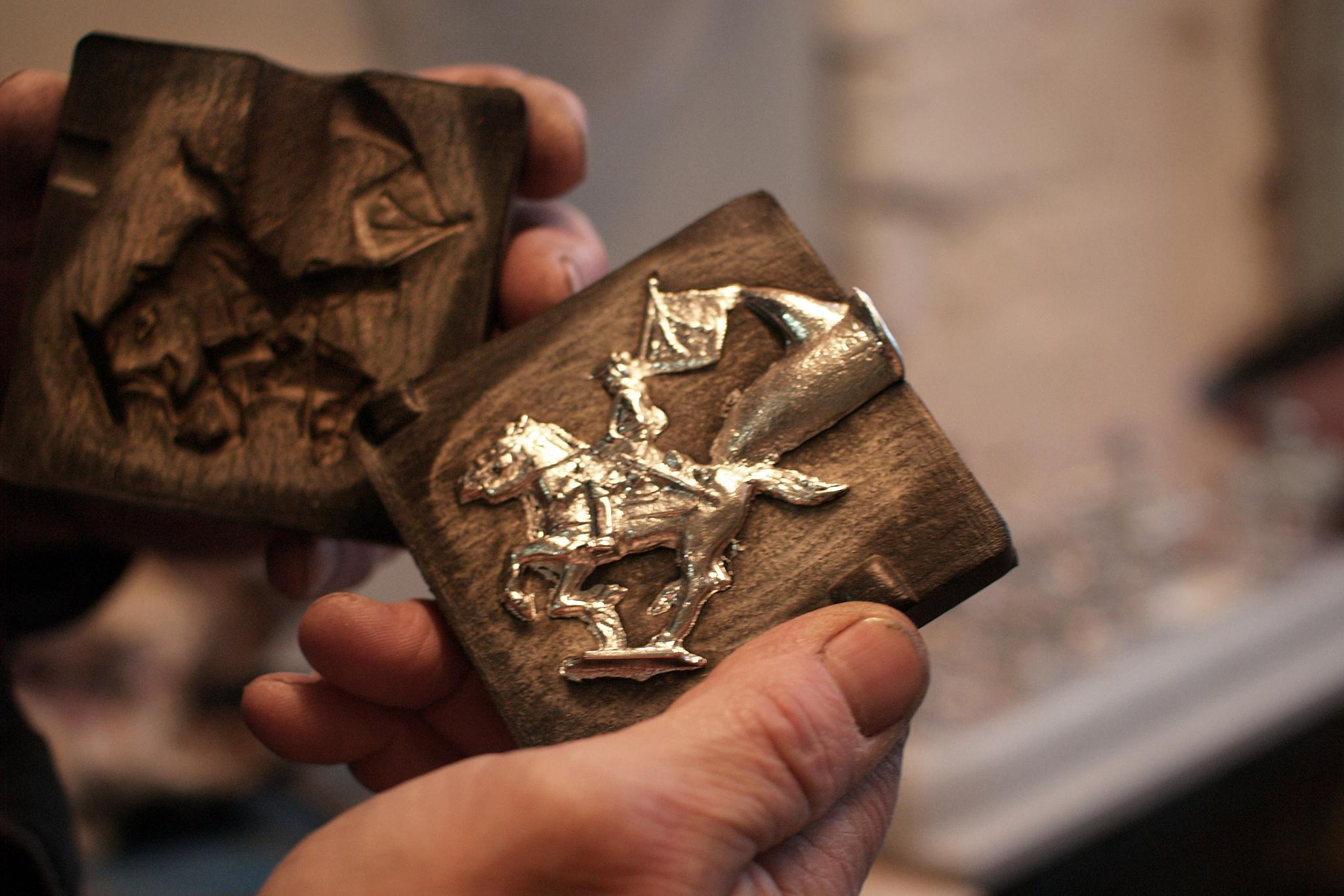
Modelarstwo figurkowe

Modelarstwo figurkowe – wykonanie kopii postaci lub zwierząt w pomniejszonej skali.
Wyróżnić można kilka rodzajów modelarstwa figurkowego - czy to ze względu na tematykę, czy ze względu na przeznaczenie figur. Różne są także sposoby definiowania ich wielkości: 1/72, 1/35, 28 mm, 54 mm, 90 mm, 120 mm, 150 mm, 200 mm. Skale 1/72, 1/48, 1/35 oraz 1/16 wywodzą się z innych rodzajów modelarstwa redukcyjnego, ponieważ pierwotnie stanowiły uzupełnienie pojazdów lub samolotów na dioramach czy winietach, lub były wykorzystywane w grach bitewnych (mniejsze skale). Wielkość określana w milimetrach jest typowa dla figur kolekcjonerskich, funkcjonujących jako osobny model redukcyjny, najczęściej na podstawce. W tej kategorii największą popularnością cieszą się figury w skali 54 mm [w przybliżeniu 1/32], najczęściej odlewane z białego metalu, rzadziej z żywicy.